# The Longest Journey
«Бесконечное путешествие» (англ. The Longest Journey, норв. Den lengste reisen) — компьютерная игра в жанре квеста, разработанная норвежской компанией Funcom и вышедшая 19 ноября 1999 года.
Получила многочисленные награды и титул «игры года» от множества специализированных изданий. На протяжении нескольких лет игра была издана во многих странах мира, включая Англию, Америку, Швецию, Францию, Россию. Дословно название переводится как «Самое длинное путешествие»; в русской локализации игра получила наименование «Бесконечное путешествие». Изданием игры на территории России и близлежащих стран занималась фирма «1С», локализация на русский язык выполнена студией Snowball Studios.
Вышедшая в 2006 году игра Dreamfall: The Longest Journey не является прямым продолжением The Longest Journey, но в ней раскрывается дальнейшая история Эйприл Райан. В 2014 году вышло продолжение серии — Dreamfall Chapters.
В 2014 году была переиздана на iOS под названием The Longest Journey Remastered.

## Сюжет
Во вступлении в месте, которое называется Дом Всех Миров, молодые парень и девушка просят пожилую женщину, Леди Альвейн, рассказать им историю о Балансе. Та начинает рассказ.
В 2209 году 18-летняя Эйприл Райан живёт в мегалополисе Ньюпорте, куда сбежала из дома, не выдержав натянутых отношений с семьёй. Теперь Эйприл, живя в пансионе, готовится поступать в престижную художественную академию. Параллельно ей снятся странные сны, которые выглядят очень реалистичными. Во снах она видит дракона из рода Драк Кинов, которая предрекает Эйприл место героини какой-то очень длинной истории; затем на Эйприл нападает некая тёмная субстанция под названием Хаос. Эйприл старается не особо обращать внимания на эти сны, но к ней начинает проявлять странный интерес местный чудак Кортес, который откуда-то знает, что именно она видит во снах. Он предлагает ей свою помощь; Эйприл поначалу отказывается, но затем несколько раз становится свидетельницей того, как из ниоткуда на короткий миг появляются таинственные фантастические существа, и всё же обращается к Кортесу. Тот, ничего ей толком не объяснив, вдруг открывает портал и просит Эйприл пройти туда. На другом конце портала Эйприл оказывается в совершенно удивительном мире, не похожем ни на одно из мест на Земле. Это мир магии, где нет никакой техники. Там же она встречается с Веструмом Тобиасом, от которого узнаёт всю историю.
В древности на Земле сосуществовали наука и магия, но человечество стало развиваться не самым удачным образом. Люди с помощью науки и магии получили огромную силу, научились даже двигать звёзды, став кем-то вроде богов. Помимо людей, существовала также некая раса пришельцев — Драк-Кинов (драконов), — которые, испугавшись, что люди уничтожат планету, решили разделить Землю на два независимых параллельных мира: Старк — мир, где правят наука и технология (и где живёт Эйприл), и Аркадию — мир, где правит магия и обитают сказочные существа (куда Эйприл и попала). Один из Кинов основал религиозное течение под названием «Часовые» или «Отцы». С помощью диска Баланса 12 часовых и 4 Драк-Кина осуществили раздел между Старком и Аркадией. Шестеро часовых отправились в Старк, шестеро — остались в Аркадии. Так же разделились и Драк-Кины: двое — в Старке, двое — в Аркадии. В каждом из миров они создали Орден Часовых и стали Хранителями Баланса. Людям было предложено самим выбирать, в каком мире они будут жить, и хотя люди выбрали Старк, среди них иногда встречаются, как Эйприл, люди с особым даром, который помогает им открывать порталы в Аркадию (таких людей называют Скользящими). Контролирует баланс магии и науки Страж, который во время своего правления находится в башне между мирами и сменяется каждые 1000 лет. Нарушение Баланса смертельно опасно для обоих миров.
Погуляв по Аркадии и сумев вернуться домой, в Старк, Эйприл узнаёт от Кортеса продолжение истории о Балансе. Оказывается, даже после раздела не всё было спокойно в мирах-близнецах: если в Аркадии Орден Часовых процветал, то в Старке о нём со временем забыли, а драконы стали персонажами сказок, и «Часовые» во главе с одним из драконов подняли бунт. Недовольные основали движение под названием «Авангард», который хочет вновь объединить два мира; для этого им нужно подчинить Стража. Вот уже пятьсот лет они уничтожают потенциальных Стражей, проводя над ними эксперименты, чтобы создать своего собственного Стража. К 2209 году 12-й Страж был вынужден покинуть башню, так как его срок правления был окончен, а 13-й так и не явился. Башня осталась без стража, а миры-близнецы — без присмотра, и магия из Аркадии стала просачиваться в Старк. 13-й Страж очень важен — он будет последним, во время его правления произойдёт плавное объединение Старка и Аркадии (в планах «Авангарда» поставить туда своего Стража, которым они смогут управлять). Эйприл также узнаёт, что попадает под пророчество о некоем герое, который, обойдя четыре разных народа Аркадии, соберёт Диск Баланса, который потребуется новому Стражу для восстановления равновесия. В какой-то момент она узнаёт, что она и является 13-м Стражем.
Пройдя через множество приключений, в процессе которых её сопровождает говорящая птица Ворон, и собрав весь Диск, Эйприл вынуждена бежать из Аркадии в Старк — в Аркадии свирепствует Хаос, из-за которого когда-то и произошёл раздел мира. В Старке на неё начинает охоту «Авангард» и в какой-то момент Эйприл, спасаясь, временно переносится в Дом Всех Миров к Леди Альвейн, которая подбадривает её для дальнейших действий (причём Леди Альвейн кажется Эйприл очень знакомой). В конечном итоге Эйприл оказывается загнана в угол самим Джейкобом МакАлленом, но на защиту Эйприл встаёт Кортес. Происходит битва, в процессе которой Кортес и МакАллен погибают (во время их сражения друг с другом становится известно, что это они были теми двумя Драк-Кинами, которые остались в Старке после раздела). Эйприл, смирившейся с тем, что ей уготована судьба Стража Баланса, решает добраться до владений последнего и выясняет, что при разделе миров портал во владения сместился и находится теперь в космосе. Чтобы попасть туда, ей нужно разыскать 12-го Стража, потому что он всё ещё сохраняет свои полномочия и поэтому только он может её туда впустить. Эйприл выясняет, что рядом с порталом находится станция «Утренняя Звезда», где держат Эдриана, 12-го Стража. Освободив Эдриана, Эйприл вместе с ним устремляется через портал; за ними следует подопечный МакАллена Гордон Хэллоуэй, который был одним из потенциальных Стражей. Его сознание в результате экспериментов «Авангарда» раздвоилось на хаос и логику, что в итоге сделало его бесчувственным хладнокровным монстром («Авангард» собирается поставить его в качестве Стража).
Когда Эйприл добирается до Башни, та не реагирует на её действия и не впускает её, из-за чего открывать её приходится Эдриану. Когда Эйприл оказывается внутри Башни, ничего не происходит, из чего Эдриан делает вывод — Эйприл не Страж. В этот момент появляется Гордон и вступает в бой с Эдрианом; в процессе боя Эйприл применяет на Гордона Талисман Баланса (полученный ею по ходу игры) с запертым в нём Вихрем Хаоса, который был одной из духовных сторон Гордона. Соединившись с ним, Гордону удаётся избавиться от влияния «Авангарда», стать нормальным и занять место в качестве законного 13-го Стража. Пока идёт церемония замены Стражей, Эйприл в задумчивости уходит от Башни Стража, размышляя, что ей теперь делать после всех её приключений.
Игра завершается кратким эпилогом, где действие снова переносится в Дом Всех Миров. Леди Альвейн завершает свой рассказ, говоря, что Старк и Аркадия плавно объединились во время правления 13-го Стража. После того, как парень с девушкой уходят, к Леди Альвейн подлетает постаревший Ворон, и их диалогом оканчивается игра. Личность Леди Альвейн остаётся загадкой вплоть до финала Dreamfall Chapters.

## История разработки
Изначально студия Funcom собиралась сделать 2D-аркаду для консолей PlayStation 1 и Sega Saturn. По стилистике и сюжету игра, которая тогда называлась Split Realities, была больше похожа на другую компьютерную игру Flashback и рассказывала историю о мире, в котором существовала вместе наука и магия, но позже он был разделён на две части и главный герой каким-то образом имел способность скользить между двумя мирами. Игра была отменена по неизвестным причинам, однако художнику Дидрику Толлефсену настолько понравились её наброски, что он захотел сделать из него другой проект. Через какое-то время к новому проекту присоединился Рагнар Тёрнквист. Рабочим названием новой игры было Project X. Название The Longest Journey является ссылкой на цитату из книги «Путевые знаки» шведского политика Дага Хаммаршёльда: «Самое долгое путешествие — это внутреннее путешествие, ибо он, сам избравший свою судьбу, начал поиски источника своего существования» (англ. «The longest journey is the journey inward, for he who has chosen his destiny has started upon his quest for the source of his being»).
Несмотря на то, что игра в оригинале была записана и озвучена на английском языке, сама англоязычная версия была выпущена только после релиза нескольких неанглоязычных версий — в её оригинальном релизе 19 ноября 1999 года игра была выпущена в Норвегии, родине разработчиков, на норвежском языке, соответственно. Позднее игра была выпущена в других странах мира.

### Русская локализация
В России игру выпустила фирма «1С» в 2006 году. До этого было выпущено как минимум три «пиратских» перевода (все были выпущены в 2000 году): от «Triada» как «Очень Долгое Путешествие» (на 4-х дисках, с русскими субтитрами и русским озвучиванием), от неизвестного переводчика под оригинальным названием The Longest Journey (переведены только субтитры, игра была выпущена на 2-х дисках, вследствие чего часть видеороликов была вырезана) и от «7 Wolf» под названием «Долгое Путешествие» (на 2-х дисках с русскими субтитрами и русским дубляжем, ни один из видеороликов не был вырезан, но их качество было понижено).
Официальная локализация 2006 года была сделана в преддверии выхода продолжения — Dreamfall: The Longest Journey. Несмотря на то, что эти игры переводились и издавались разными компаниями (Dreamfall был издан компанией «Новый Диск», а за локализацию отвечала студия Lazy Games), было решено наладить сотрудничество для того, чтобы игроки не ощущали диссонанса — в процессе локализации для озвучивания ролей тех персонажей, которые фигурируют в обеих играх, были привлечены те же актёры и имена с названиями были переведены одинаково. К озвучиванию было привлечено всего 46 актёров, записаны 8330 реплик за 115 часов студийной работы. Полный список актёров и персонажей, которых они озвучили, доступен на сайте локализатора.
Первоначально планировалось, что русская локализация игры от компании «Snowball Studios» будет представлять собой «творческую адаптацию» (в противовес точному переводу). Действие игры в «адаптации», как заявлено на сайте компании-локализатора, происходило бы в 1997 году попеременно в «альтернативном Ленинграде» и в «Тридевятом царстве русских сказок», а главных героев звали бы не Эйприл и Кортез, а Ольга и Махмуд.
Данная новость вызвала широкий резонанс в обсуждениях на игровых форумах, однако позднее на сайте Snowball появилась другая новость, в которой сообщалось, что мастер-диск «творческой адаптации» утерян, поэтому в продажу поступит традиционный точный перевод игры. Игровая общественность расценила эту акцию как рекламный ход для привлечения внимания к локализации относительно старой игры.
Планировалось, что русская версия игры поступит в продажу раньше Dreamfall: The Longest Journey, но процесс дубляжа затянулся, и в конечном итоге игра вышла 1 декабря 2006 года (в то время как Dreamfall — 26 октября).

### Переиздание на iOS
28 октября 2011 года создатель игры Рагнар Тёрнквист (Ragnar Tørnquist) в интервью порталу Videogamer анонсировал перенос игры на iOS.
Игра вышла как The Longest Journey Remastered 29 октября 2014 года в Австралии и в Новой Зеландии. 25 ноября того же года — во всём мире. По поводу релиза на Android и Windows Phone нет никаких комментариев.
Портированный вариант оптимизирован под сенсорное управление, имеет улучшенную графику и содержит весь оригинальный контент (150 локаций, более 20 часов геймплея и озвученных персонажей). Как и прежде, игрокам в роли студентки-художницы Эйприл Райан (April Ryan) предстоит перемещаться между двумя мирами — Старком и Аркадией, чтобы сбалансировать каждый из них.

## Саундтрек
Саундтрек к игре был выпущен на компакт-диске в 2001 году и включил в себя 30 композиций Бьёрна Арве Лагима (Bjørn Arve Lagim) и Тора Линлоккена (Tor Linløkken). Позднее на сайте компании Funcom была размещена MP3-версия саундтрека, которая включает в себя уже 36 треков.

## Оценки
| Сводный рейтинг | Сводный рейтинг |
| Агрегатор       | Оценка          |
| --------------- | --------------- |
| GameRankings    | 88,00 %         |